# سعادى أصفر
السعادى الأصفر أو السعادى الكبريتي نوع نباتي يتبع جنس السعادى من الفصيلة السعدية.

## الموئل والانتشار
موطنه الأصلي ولاية كارولينا الشمالية في الولايات المتحدة.